# 伯塔爾奇鄉
48°02′N 23°10′E / 48.033°N 23.167°E
伯塔爾奇鄉（羅馬尼亞語：Comuna Bătarci, Satu Mare），是羅馬尼亞的鄉份，位於該國西北部，由薩圖馬雷縣負責管轄，面積60平方公里，海拔高度150米，2007年人口3,853，人口密度每平方公里64人。